# Новий Фольварк (Нижньосілезьке воєводство)
Новий Фольварк (пол. Nowy Folwark, нім. Neuvorwerk) — село в Польщі, у гміні Цешкув Мілицького повіту Нижньосілезького воєводства.
Населення — 80 осіб (2011).
У 1975-1998 роках село належало до Вроцлавського воєводства.

## Демографія
Демографічна структура станом на 31 березня 2011 року:
|          | Загалом | Допрацездатний вік | Працездатний вік | Постпрацездатний вік |
| -------- | ------- | ------------------ | ---------------- | -------------------- |
| Чоловіки | 42      | 9                  | 27               | 6                    |
| Жінки    | 38      | 6                  | 25               | 7                    |
| Разом    | 80      | 15                 | 52               | 13                   |